# オリオン座ニュー星
オリオン座ν星（英語: Nu Orionis）はオリオン座の上部にある二重連星系である。変光星のオリオン座NU星とは異なる。オリオン座ν星の見かけの明るさは4.4等級で、肉眼で観望するには十分な明るさを持つ。年周視差の0.00632秒という値に基づくと、オリオン座ν星系は地球からは520光年離れている。

## 特徴
オリオン座ν星は単線の分光連星で、それは連星系のうち1つの恒星のフラウンホーファー線（吸収線）をスペクトル上で区別できることを示している。伴星は131.2日の公転周期と離心率0.64の楕円軌道で周囲を公転している。文献に応じて、主星はスペクトル分類B3V型のB型主系列星としているものとB3IV型のB型準巨星としているものがある。0.251ミリ秒の角直径と地球からのオリオン座ν星系までの距離から、主星の物理的半径は太陽の4.3倍となる。質量は太陽の6.7倍で、表面温度は17,880 K、光度は太陽よりも1,965倍大きい。